# Braçac lo Grand
Braçac (en francès Grand-Brassac) és un municipi francès situat al departament de la Dordonya i a la regió de la Nova Aquitània.

## Demografia
| 1962                                       | 1968 | 1975 | 1982 | 1990 | 1999 | 2007 |
| ------------------------------------------ | ---- | ---- | ---- | ---- | ---- | ---- |
| 814                                        | 676  | 609  | 528  | 488  | 489  | 530  |
| Des de 1962: població sense dobles comptes |      |      |      |      |      |      |

## Administració
| Període   | Identitat           | Partit |
| --------- | ------------------- | ------ |
| 1971-2001 | Henri Lacour        | RPR    |
| 2001-     | Philippe Boismoreau | PS     |